# Митчелвилл (Арканзас)
Митчелвилл (англ. Mitchellville) — город, расположенный в округе Дешей (штат Арканзас, США) с населением в 497 человек по статистическим данным переписи 2000 года.

## География
По данным Бюро переписи населения США город Митчелвилл имеет общую площадь в 0,26 квадратных километров, водных ресурсов в черте населённого пункта не имеется.
Митчелвилл расположен на высоте 49 метров над уровнем моря.

## Demographics
| Год переписи                    | Нас. |       | %±     |
| ------------------------------- | ---- | ----- | ------ |
| 1970                            | 494  |       | —      |
| 1980                            | 618  |       | 25,1%  |
| 1990                            | 513  |       | −17%   |
| 2000                            | 497  |       | −3,1%  |
| 2010                            | 360  |       | −27,6% |
| 2019                            | 339  | [ 2 ] | −5,8%  |
| 1970–2019 U.S. Decennial Census |      |       |        |

По данным переписи населения 2000 года в Митчелвилле проживало 497 человек, 129 семей, насчитывалось 180 домашних хозяйств и 197 жилых домов. Средняя плотность населения составляла около 1242,5 человек на один квадратный километр. Расовый состав Митчелвилла по данным переписи распределился следующим образом: 0,40 % белых, 98,19 % — чёрных или афроамериканцев, 0,20 % — азиатов, 0,20 % — представителей смешанных рас, 1,01 % — других народностей. Испаноговорящие составили 1,21 % от всех жителей города.
Из 180 домашних хозяйств в 38,9 % — воспитывали детей в возрасте до 18 лет, 30,6 % представляли собой совместно проживающие супружеские пары, в 35,0 % семей женщины проживали без мужей, 28,3 % не имели семей. 26,1 % от общего числа семей на момент переписи жили самостоятельно, при этом 12,8 % составили одинокие пожилые люди в возрасте 65 лет и старше. Средний размер домашнего хозяйства составил 2,76 человек, а средний размер семьи — 3,33 человек.
Население города по возрастному диапазону по данным переписи 2000 года распределилось следующим образом: 38,0 % — жители младше 18 лет, 9,3 % — между 18 и 24 годами, 18,7 % — от 25 до 44 лет, 20,9 % — от 45 до 64 лет и 13,1 % — в возрасте 65 лет и старше. Средний возраст жителей составил 29 лет. На каждые 100 женщин в Митчелвилле приходилось 75,6 мужчин, при этом на каждые сто женщин 18 лет и старше приходилось 64,7 мужчин также старше 18 лет.
Средний доход на одно домашнее хозяйство в городе составил 17 625 долларов США, а средний доход на одну семью — 19 500 долларов. При этом мужчины имели средний доход в 20 000 долларов США в год против 16 042 доллара среднегодового дохода у женщин. Доход на душу населения в городе составил 8680 долларов в год. 39,2 % от всего числа семей в округе и 43,7 % от всей численности населения находилось на момент переписи населения за чертой бедности, при этом 56,9 % из них были моложе 18 лет и 53,8 % — в возрасте 65 лет и старше.